# 사운딩 보드

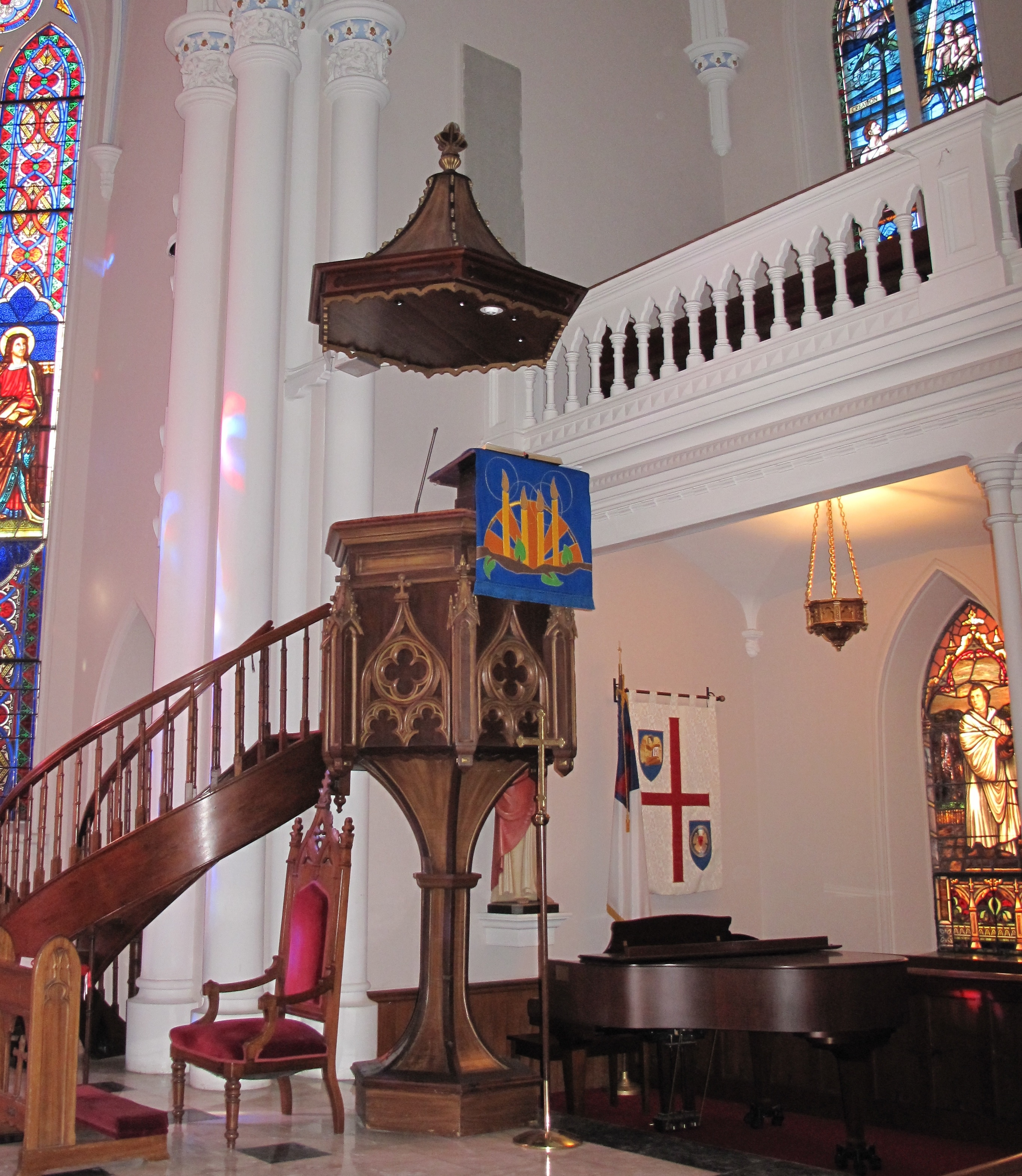
사우스캐롤라이나주 찰스턴에 있는 성 마태 독일 복음주의 루터교 교회의 "와인 유리" 강단 및 사운딩 보드

사운딩 보드는 테스터 또는 abat-voix 라고도 불리는데 연자의 음성을 투사하는 데 도움을 주는 것으로 강단 또는 기타의 발언 단상의 상부에 혹은 때때로 그 뒤편에 배치되는 구조물을 말한다. 일반적으로 나무로 만들어진다. 이 구조물은 예를 들어 포물선형 반사체로 형성되어 음향의 투사를 돕기 위해 특별히 형성 된다. 전형적인 교회 건물 설계에서 사운딩 보드는 화려하게 조각이 되거나 건축 되기도 한다. 같은 뜻의 프랑스어 단어인 abat-voix ( abattre ( "to beat down") + voix ( "voice"))가 사용되기도 한다.
"사운딩 보드"라는 용어는 연자의 진술을 더 완전하게 연습하거나 탐구할 수 있도록 하기 위하여 연설이나 제안을 듣는 사람을 비유적으로 설명하기 위하여 사용되기도 한다. 또한 이 용어는 연자의 생각을 경청하는 사람을 묘사하기 위하여 사람 상호간에 사용되기도 한다. 사운딩 보드의 역할을 맡은 이가 다른 사람의 의견을 듣고 이에 대하여 견해를 답변하면, 연자는 자기 성찰이나 생각만으로는 얻을 수 없는 관점을 제공 받을 수 있게 된다.

## 같이 보기
- 볼더친(Baldachin)- 제단 또는 왕좌 위의 캐노피
- 차트리

## 참고 문헌
1. ↑  Blackburn, Rev J. (1829), “Sounding Board erected in Attercliffe Church”, 《The Philosophical Magazine》 6
2. ↑  O'Neill, Suzanne B.; Gerhauser Sparkman, Catherine (2008), 《From law school to law practice》, ISBN 9780831800093